# Spondylurus culebrae
Spondylurus culebrae — вид сцинкоподібних ящірок родини сцинкових (Scincidae). Ендемік Пуерто-Рико. Описаний у 2012 році.

## Поширення і екологія
Spondylurus culebrae мешкають на островах Кулебра і Кулебріта. Вони живуть в опунцієвих заростях серед скель, трапляються поблизу людських поселень.

## Збереження
МСОП класифікує цей вид як такий, що перебуває на межі зникнення. Spondylurus culebrae загрожує знищення природного середовища та хижацтво з боку інтродукованих щурів.